# 나루미 리코
나루미 리코(일본어: 成海 璃子, 1992년 8월 18일 ~ )는 일본의 배우, 패션 모델이다. 본명은, 츠카모토 리코 (塚本 璃子).
카나가와 현 출신. 켄온 소속.

## 내력
1997년, 센트럴 아이 극단에 입단.
2000년 7월, 《TRICK》에서 나카마 유키에가 연기하는 주인공·야마다 나오코의 소녀 역을 연기해 드라마 데뷔 (2002년 개봉한 동 작품의 극장판에서는, 다른 역으로 게스트 출연하고 있다).
2004년, 예명을 〈나루미 리코〉로 개명, 동시에 소속 사무소도 켄온으로 이적했다.
2005년 4월, 《유리의 섬》으로 드라마 첫 주연.
2007년 4월, 《신동》으로 영화 첫 주연, 이 영화와 두 번째 주연 작품인 《내일의 나를 만드는 방법》에서의 연기력이 평가되어, 11월에 제31회 야마지 후미코 영화상 신인 여배우상을 수상. 또 9월에는 카와사키 시의 문화, 예술, 복지, 스포츠 등의 분야에서 공적이 있던 젊은이에게 증정되는 상을 수상했다.
2008년 1월, 제62회 매일 영화 콘크르스포니치그란프리 신인상을 수상. 3월, 영화 《라이라의 모험 황금나침반》 (더빙판)으로 성우 데뷔.
2009년 1월, 일본 쥬얼리 best dresser상을 수상. 8월, 프로야구·오릭스 버퍼로즈vs사이타마 세이부 라이온즈 18회전 (쿄세라 돔 오사카)에서 시구식을 맡았다.
2010년, 《피어라 꽃아》로 주연을 맡아 시대극에 첫 도전.
2012년, 대하드라마 《타이라노 키요모리》에서 타이라노 시게코를 연기해 대하드라마에 첫 출연 한다.

## 출연

### 드라마
- TRICK (TV 아사히, 2000년 7월 ~ 9월) - 야마다 나오코(소녀) 역
  - TRICK 2 (TV 아사히, 2002년 1월 ~ 3월) - 야마다 나오코(소녀) 역
- 쿠니미츠의 정치 (칸사이 TV, 2003년 7월 1일 ~ 9월 9일) - 모리무라 아카네 역
- 강, 언젠가 바다로 6개의 사랑이야기 3화, 6화 (NHK, 2003년 12월 26일) - 아리타 시노부 역
- 정말 있었던 무서운 이야기 〈야화의 창〉 (후지 TV, 2004년 2월 21일) - 미야와키 아야 역
- 전지가 끊어질 때까지 (TV 아사히, 2004년 4월 ~ 6월) - 타치바나 유카 역 (〈전지가 끊어질 때까지〉의 시를 쓴 소녀가 모델)
- 루리의 섬 (닛폰 TV, 2005년 4월 16일 ~ 6월 18일) - 주연·후지사와 루리 역
  - 루리의 섬 SPECIAL 2007 (닛폰 TV, 2007년 1월 6일)
- 1리터의 눈물 (후지 TV, 2005년 10월 11일 ~ 12월 20일) - 이케우치 아코 역
  - 1리터의 눈물 특별편 ~추억~ (후지 TV, 2007년 4월 5일)
- 마지막으로 본 거리 (TV 아사히, 2005년 12월 3일) - 시미즈 노부코 역
- 신은 주사위를 던지지 않는다 (닛폰 TV, 2006년 1월 18일 ~ 3월 15일) - 고토 루리코 역
- 컴플렉스 〈~히메유리대와 같은 전화를 산 소녀의 기록~ -최후의 나이팅게일-〉 (닛폰 TV, 2006년 8월 22일) - 테루야 사치 역
- 평생 잊지못할 이야기 〈Million Films〉 (TV 아사히, 2006년 9월 30일) - 주연·카와시마 아오이 역
- 너가 빛을 주었어 (TBS, 2006년 12월 4일) - 아사다 미유키 역
- 엔카의 여왕 (닛폰 TV, 2007년 1월 ~ 3월) - 고미 사다코 역
- P&G 팬틴 드라마 스페셜 영원의 1.8초 (후지 TV, 2007년 2월 12일) - 주연·마에다 나츠키 역
- 개조견 무사시 ~학교에 가자!~ (후지 TV, 2007년 4월 20일) - 주연·이타쿠라 쿠미코 역
- 수험의 신 (닛폰 TV, 2007년 7월 14일 ~ 9월 22일) - 스가와라 미치코 역
- 허니와 클로버 (후지 TV, 2008년 1월 ~ 3월) - 주연·하나모토 하구미 역
- 천의 바람이 되어 드라마 스페셜 나데시코대 ~소녀들만이 본“특공대”봉인된 23일간~ (후지 TV, 2008년 9월 20일) - 주연·마에다 쇼코 역
- 도코모 드라마 스페셜 찬스! ~그녀가 성공한 이유~ (후지 TV, 2009년 3월 14일) - 오오카와 이즈미역 (특별 출연)
- 사랑 노래 드라마 SP 초승달 제1밤 (TBS, 2009년 9월 29일) - 주연·타키 카스미 역
- 피어라 꽃아 (NHK, 2010년 1월 9일 ~ 3월 27일) - 주연·코이 역
- 부 활동의 길 1화 〈벚꽃 정원〉 (WOWOW, 2010년 4월 4일) - 주연·안자이 역
- BOSS 2nd 시즌 (후지 TV, 2011년 4월 ~ 6월) - 쿠로하라 리카 역
- 돈★키호테(닛폰 TV, 2011년 7월 ~ 9월) - 마츠우라 사치코 역
- 대하드라마 〈타이라노 키요모리〉 (NHK, 2012년 1월 8일 ~ 12월 23일) - 타이라노 시게코 역
- 등의 눈 (BS닛테레, 2012년 3월 31일) - 키타미 린 역
- 장난감 집짓기 허물기 최종장 (후지 TV, 2012년 11월 23일 ~ 11월 24일)
- 프리미엄 드라마 〈코구레 사진관〉 (NHK, 2013년 3월 31일 ~ 4월 21일) - 주연·카키모토 준코 역
- 열쇠 없는 꿈을 꾸다 〈미야타니 단지의 도망자〉 (WOWOW, 2013년 9월 8일) - 주연·아사누마 미이 역
- 괴기 연애 작전 3 ~ 4화 (TV 도쿄, 2015년 1월 24일 ~ 1월 31일) - 우정 출연
- 영원한 우리 sea side blue (닛폰 TV, 2015년 6월 24일) - 사에키 역
- 해저의 너에게 (NHK, 2016년 2월 20일) - 테즈카 마호 역
- 검은 10인의 여자 (요미우리 TV, 2016년 9월 ~ 12월) - 칸다 쿠미 역
- 리테이크 (토카이 TV, 2016년 12월 ~ ) - 나스노 카오루 역
- 쇼와겐로쿠라쿠고심중 (2018년 10월 ~ 12월, NHK 종합 텔레비전) - 코나츠 역

### 영화
- 트릭 극장판 (2002년 11월 9일) - 코토미 역
- 우메즈가즈오 공포극장 얼룩무늬 소녀 (2005년 6월 25일) - 주연·쿄코 역
- 요괴 대전쟁 (2005년 8월 6일) - 이노 타타루/놋페라보 역
- 워터즈 (2006년 3월 11일) - 치카 역
- 비의 정 (2006년 3월 25일) - 아야코 역
- 신동 (2007년 4월 21일) - 주연·나루세 우타 역
- 내일의 나를 만드는 방법 (2007년 4월 28일) - 주연·오오시마 쥬리 역
- 너에게 밖에 들리지 않아 (2007년 6월 16일) - 주연·아이하라 료 역
- 이키가미 (2008년 9월 27일) - 이이즈카 사쿠라 역
- 죄와 벌 (2009년 2월 28일) - 주연·엔죠지 아야메 역
- 야마가타 스크림 (2009년 8월 1일) - 주연·오카가이토 미카요 역
- 무사도 식스틴 (2010년 4월 24일) - 주연·이소야마 카오리 역
- 서도 걸즈!! 우리의 코시엔 (2010년 5월 15일) - 주연·하야카와 사토코 역
- 시사이드 모텔 (2010년 6월 5일) - 니노미야 루이 역
- 소녀들의 나침반 (2011년 5월 14일) - 주연·쿠스다 루미 역
- LOVE 마사오 군이 간다! (2012년 6월 23일) - 요시노 미즈키 역
- BUNGO~보잘것없는 욕망~ 고백하는 신사들 〈잡은 손〉 (2012년 9월 29일) - 유코 역
- 리큐에게 물어라 (2013년 12월 7일) - 오상 역
- 무사의 메뉴 (2013년 12월 14일) - 이마이 사요 역
- 니시노 유키히코의 사랑과 모험 (2014년 2월 8일)
- 극도 대전쟁 (2015년 6월 20일) - 쿄코 역
- 더 크로니클: 뮤턴트의 반격 (2015년 6월 27일) - 사야 역
- 무반주 (2016년 3월 26일) - 주연·노마 쿄코 역
- 고도 (2016년 12월 3일) - 유이 역
- 사랑노래 -약속의 나쿠히토- (2019년 1월 29일) - 아이카와 히로노 역
- 원더 월 (2020년 4월 10일) - 미후네 카오리 역

### 더빙
- 라이라의 모험 황금나침반 (2008년) - 판탈라이몬 역
- 스누피와 행복의 블랭킷 (2011년) - 라이너스 역

### CM
- 야마자키 나비스코 〈오레오〉
- 워너뮤직 재팬 〈벚꽃〉（코부쿠로의 CD）
- 마베러스 인터랙티브 〈목장 이야기 시리즈〉
- 이토엔 〈1일 분의 야채〉, 〈아침부터 야채〉
- 판유리 협회 〈에코 유리〉
- 일본 도서 보급 〈도서 카드〉
- 쿠라레 〈전철〉 편·〈학교〉 편
- NTT 도코모 신CM 〈브랜드 선언〉 편 (2008년 5월 7일 ~ )·〈Answer 등장〉 편
- 학생 정보 센터
- P&G 〈팬틴〉
  - 〈매일 아침의 3분간/나루미 리코〉 편
  - 〈농후 트리트먼트 프로그램/나루미 리코〉 편
  - 〈신 팬틴 시리즈〉 편 (2012년 2월 ~ )
- 치바 비전 〈에어 옵틱스〉 (콘택트 렌즈) 〈에어 옵틱스 진화도〉 편
- 미츠비시 도쿄 UFJ 은행 〈DO Smart〉 (2012년 6월 ~ )
- 글락소스미스클라인 〈아쿠아 프레시〉
- 산토리 〈호로요이〉 (2015년 2월 ~ )

### PV
- FUNKY MONKEY BABYS 〈소중함〉 (2010년 5월 12일)

### 게임
- 프린스 오브 페르시아 (2008년) - 에리카 역 (더빙)

### CD 자켓
- FUNKY MONKEY BABYS 〈소중함〉

### 다큐멘터리
- 위안의 멜로디 에릭 사티의 세계 (2011년 3월, BS아사히) - 네비게이터

### 그 외 프로그램
- OCN 무료 동영상 〈Talking Japan〉(2007년, OCN)

### 라디오
- GIRLS LOCKS! 제5주째 퍼스낼리티 (2006년 5월 ~ 2009년 7월, TOKYO FM 《SCHOOL OF LOCK!》 내)

## 모델
- Hana*chu→ (2005년 10월 - 2009년 3월호로 졸업) - 전속 모델
- melon - 전속 모델
- 팬틴 이미지 캐릭터
- 여름방학 캠페인 〈학교는, 뭐? ~모두의 학교~〉 (2007년 7월 ~ 8월, 닛폰 TV) - 시다 미라이와 함께 퍼스낼리티
- 휴먼 아카데미, 원 데이 프리 매거진 트리코 5호의 이미지 캐릭터

## 서적

### 사진집
- 12세 (2005년 6월, 리틀 모어) ISBN 4-89815-153-1
- 14세의 연화 (2007년 4월, 슈후노토모샤) ISBN 978-4-07-255852-2
- Natural Pure (2007년 6월, 카도카와 미디어 하우스) ISBN 978-4-04-894908-8
- RICO DAYS (2012년 9월, 와니 북스) ISBN 978-4-8470-4484-7